# Barbatia gabonensis
Barbatia gabonensis ist eine Muschel-Art aus der Familie der Archenmuscheln (Arcidae) in der Ordnung der Arcida. Sie kommt an den Küsten des östlichen Südatlantiks von Liberia bis zur Republik Kongo vor.

## Merkmale
Das gleichklappige Gehäuse wird bis zu 30 mm lang. Im Umriss ist es gerundet-rechteckig, und deutlich länger als hoch. Das Längen-/Breiten-Verhältnis variiert von 2,2 bis 2,6 : 1. Es ist nicht gebläht, d. h. relativ schlank (von oben oder unten gesehen). Es ist aber sehr deutlich ungleichseitig, die Wirbel sitzen im vorderen Viertel (bezogen auf die Gehäuselänge). Die Dorsal- und Ventralränder verlaufen grob gesehen parallel. Der Dorsalrand ist lang und gerade und bildet mit dem Hinterrand einen sehr flachen Winkel, mit dem Vorderrand einen geringfügig steileren Winkel. Das Dorsalfeld ist sehr schmal mit dorsaler Spalte. Die Wirbel sind dadurch nur wenig voneinander entfernt. Der Hinterrand ist weit gerundet, der Übergang zum Ventralrand ist etwas enger gerundet. Ein hinteres Gehäusefeld ist nur angedeutet, bedingt durch einen nur angedeuteten radialen Rücken vom Wirbel zum unteren Hinterrand. Das mittlere Gehäusefeld ist abgeflacht bis sehr leicht eingedellt. Dieser leichte vom Wirbel ausgehende Sinus bedingt eine leichte Einbuchtung des fast geraden bis sehr leicht gebogenen Ventralrandes. Der Vorderrand ist in kleineren Exemplaren breit gerundet, in größeren Exemplaren vom leichten Winkel zum Dorsalrand aus zunächst gerade. Der Vorderrand geht dann mäßig gerundet in den Ventralrand über. Die Byssusöffnung in der Einbuchtung ist kurz und sehr schmal, d. h. das geschlossene Gehäuse klafft an dieser Stelle nur wenig.
Das Ligament auf dem Dorsalfeld ist auf den Bereich zwischen und hinter den Wirbeln beschränkt. Es sind bis zu 7 schmale Winkel (chevrons) vorhanden. Das Schloss ist taxodont mit mäßig breiter Schlossplatte. Auf der Schlossplatte aus zwei Gruppen von Zähnchen, die aber nur wenig voneinander abgesetzt sind. Die Trennstelle der beiden Gruppen von Zähnchen liegt unter den Wirbeln. Die vordere Gruppe umfasst 10 Zähnchen, die hintere Gruppe 16 Zähnchen. Die Zähnchen stehen senkrecht zur Schlossplatte und sind quer gekerbt. Sie werden zum Vorder- und Hinterende hin größer, stehen dann schräg nach außen gekippt zur Schlossplatte und/oder werden winklig.
Die Schale ist nicht besonders dick (für die Gattung). Sie ist auf der Außenseite weiß, gelegentlich mit brauner oder braun-pinker Tönung. Die Ornamentierung besteht aus feinen, radialen Rippen mit feinen Knötchen. Es sind etwa 90 bis 100 dieser feinen, meist recht einheitlichen Rippen vorhanden. Es sind aber etwa 13 bis 18 Paare von etwas größeren Rippen vorhanden, die ebenso viele, etwas tiefere radiale Gruben begrenzen. Das Periostracum ist meist lamellar; von den radialen Gruben gehen dagegen lange, spatelförmige Borsten aus. Die Lamellen sind strohgelb, die Borsten dagegen dunkelbraun.
Die Schließmuskeln sind nahezu gleich groß, der hintere Schließmuskel ist nur geringfügig kleiner. Der hintere Fuß- und Byssusmuskel ist lang und schmal.

## Unterschiede
Barbatia gabonensis ist durch die langen, dunkelbraunen Periostracum-Borsten in den radialen Längsgruben von anderen, nahe verwandten Arten der Gattung Barbatia, wie Barbatia candida, Barbatia complanata und Barbatia foliata charakterisiert.
Barbatia sculpturata Turton, 1932 von den Küsten von Natal und der (ehemaligen) Kapprovinz Südafrikas ist viel kleiner und besitzt nur wenige breite Rippen auf dem hinteren Gehäusefeld. Barbatia barbata (Linné, 1758) aus dem Mittelmeer hat eine ähnliche Anordnung der Borsten im Juvelistadium, aber im Adultstadium verwischen sich die Unterschiede zwischen primären und sekundären Borsten und das Hinterende ist quasi komplett mit Borsten besetzt (Bart). Außerdem nimmt das Ligament in Barbatia barbata das komplette Dorsalfeld ein. Barbatia pistacia (Lamarck, 1819) aus dem südlichen Ostaustralien besitzt eine ähnliche Konfiguration der Rippen, aber die Periostracum-Borsten sind nicht so stark differenziert.

## Geographische Verbreitung und Lebensraum
Das Verbreitungsgebiet der Art reicht von den Küsten Liberias bis nach Gabun und der Republik Kongo.
Barbatia gabonensis ist eine Art des tieferen Wassers. Nach den derzeitigen, eher spärlichen Daten lebt sie um etwa 100 Meter Wassertiefe. Der Byssus ist klein, aber zeitlebens vorhanden. Die Tiere leben wahrscheinlich angeheftet an Felsen, Steinen oder anderen Hartsubstraten (große Schalen, Korallen). Der kleine Byssus, deutlich kleiner als bei Barbatia-Arten, die im Flachwasser leben, deutet allerdings darauf hin, dass der Lebensraum relativ ruhig ist, und die Gefahr, dass die Muschel durch Strömung oder Wellen los gerissen wird, gering ist.

## Taxonomie
Das Taxon wurde 1993 von Peter Graham Oliver und Rudo von Cosel vorgeschlagen. In der MolluscaBase ist es als gültiges Taxon geführt.